# Khalil Greene
Khalil Thabit Greene (né le 21 octobre 1979 à Butler, Pennsylvanie, États-Unis) est un joueur d'arrêt-court au baseball qui a joué en Ligue majeure de 2003 à 2009.

## Ligue majeure

### Padres de San Diego
Khalil Greene est le choix de première ronde des Padres de San Diego en 2002. Il fait son entrée dans les majeures avec les Padres le 3 septembre 2003. Dès la saison 2004, il décroche le poste d'arrêt-court à temps plein de l'équipe et répond bien à son année recrue avec une moyenne au bâton de ,273, 15 coups de circuit et 65 points produits en 139 parties jouées. 
En 2005, il joue 18 parties de moins que la saison précédente, mais atteint les 70 points produits. À l'automne, il prend part à ses premières séries éliminatoires et frappe 4 coups sûrs en 10 présences au bâton (moyenne de ,400) dans les trois parties qui voient les Padres subir l'élimination aux mains des Cards de Saint-Louis.
Après une baisse de régime en 2006, Greene établit des marques personnelles de 27 circuits et 97 points produits pour San Diego en 2007.
Sa saison 2008 est difficile : faible moyenne de ,213 et seulement 35 points produits en 105 matchs. Le 4 décembre, les Padres le transfèrent aux Cardinals de Saint-Louis pour Luke Gregerson et Mark Worrell.

### Cardinals de Saint-Louis
Pour les Cardinals, champions de division en 2009, Greene voit peu d'action. En 77 matchs joués, il frappe pour à peine ,200. En cours d'année, il s'absente à deux reprises après qu'un médecin lui a diagnostiqué un problème de trouble anxieux.

### Rangers du Texas
Devenu agent libre, il signe en janvier 2010 un contrat d'un an pour 750 000 dollars avec les Rangers du Texas. Cependant, il est libéré de son contrat le 25 février après qu'il ne s'est pas présenté à l'entraînement de printemps des Rangers. Selon l'équipe, la décision a été prise à l'amiable et a été motivée par les problèmes d'anxiété dont Greene souffrait toujours. 